# جوجل الصحي
جوجل الصحي أو جوجل الطبي هي إحدى خدمات شركة جوجل التي قدمتها في أواسط مايو 2008، وهو عبارة عن سجل طبي للمستخدم يسمح له بإضافة ومتابعة تاريخه الطبي بشكل كامل.

## توقف الخدمة
أوقفت شركة خدمة «جوجل الطبي» بشكل نهائي في فاتح يناير (كانون الثاني) من سنة 2013. حيث أعلنت شركة جوجل أنها لم ترقَ للطموحات والانتشار الذي كانت تأمل الشركة أن تبلغها خدمة جوجل الطبي.

## أسباب عدم انتشار الخدمة
تعارضت الفكرة التي تقوم عليها خدمة جوجل الطبي مع مبدأ حماية الخصوصية لأنها تتطلب ملء بيانات وسجلات التاريخ الطبي الشخصي للمستخدم.
وكما ذكرت جوجل، فقد لاقت الخدمة قبولاً محدوداً اقتصر في الغالب على المستخدمين الذين لهم دراية بعالم التقنية المعلوماتية، بينما لم يبدِ المستخدمون العاديون اهتماماً ملحوظاً.

## طالع أيضًا
- لا تكن شريرا
- كتب جوجل
- إجابات جوجل
- بحث بكلمات رئيسية
- قائمة منتجات جوجل
- جوجل

## وصلات خارجية
- غوغل توقف خدمات Health- و Powermeter نسخة محفوظة 24 سبتمبر 2015 على موقع واي باك مشين.